# Srboljub Krivokuća
Srboljub Krivokuća (szerb cirill betűkkel Србољуб Кривокућа; Ivanjica, 1928. március 14. – Belgrád, 2002. december 22.) szerb labdarúgókapus.
A jugoszláv válogatott tagjaként részt vett az 1958-as és az 1962-es világbajnokságon.

## Sikerei, díjai
Crvena zvezda
- Jugoszláv bajnok (3): 1952–53, 1955–56, 1956–57

OFK Beograd
- Jugoszláv kupa (1): 1961–62